# Tonja
Tonja is een bestuurslaag in het regentschap Denpasar van de provincie Bali, Indonesië. Tonja telt 19.723 inwoners (volkstelling 2010).